# 鄭粲右
鄭粲右（藝名：CHAN，1998年1月26日—）名字常音常被譯為鄭贊宇或鄭燦宇；本為韓國童星，現為韓國YG娛樂旗下6人流行音樂男子團體iKON成員，在隊中擔任副唱及忙內。原以本名活動，2017年5月起以藝名CHAN開始活動。

## 經歷

### 2006-2014年：成為練習生前
自小學二年級開始演戲，2006年東方神起發行的《"O"-正.反.合.》專輯中，鄭粲右飾演「小昌珉」一角拍攝《氣球》MV；2008年1月古裝歷史劇《大王世宗》首次出演電視劇。2009年1月，出演韓國知名戲劇《花樣男子》以及2013年10月超人氣韓劇《欲戴王冠，必承其重－繼承者們》，兩劇皆飾演男主角李敏鎬年少時期，因此擁有『小李敏鎬』的綽號。此外，尚演過《該隱與亞伯 (電視劇)》等電視劇。第一次看的演唱會是BIGBANG的演唱會，看的時候產生了「如果我在上面唱歌跳舞會怎麼樣」，而因此有了想當歌手的想法。

### 2014年－2015年：練習生時期：《MIX & MATCH》
於iKON前身TEAM B（成員有：B.I、Bobby、金振煥、具俊會、宋允亨及金東赫）所參與的節目《WIN：WHO IS NEXT》播畢後，鄭粲右加入YG娛樂練習，實際練習二個月後，梁鉉錫社長評估其每週都在進步，而產生將其丟進TEAM B成員中，想觀察其會如何適應並融入。2014年5月7日梁鉉錫向原TEAM B成員宣佈錄製iKON出道生存賽節目《MIX & MATCH》，介紹新成員鄭粲右和鄭鎮馨（정진형），分成B.I和金振煥二組，鄭粲右被分到B.I組，當天晚上鄭粲右和鄭鎮馨二人搬進iKON宿舍。第一次月末評價舞台，因鄭粲右表現超出隊長B.I預期值，其柔和且機伶地融入隊伍之中而受到梁鉉錫社長和作曲家們稱讚。舞台評價結束後，梁鉉錫社長宣佈再新加入一名練習生梁洪碩（양홍석），並改變規則為原TEAM B成員只確定三名（B.I、Bobby、金振煥）進入iKON，舊成員具俊會、宋允亨和金東赫則須與新成員們競爭，六個人裡選擇四個淘汰二個，並選出七人成為出道團體iKON的成員。第二次月末評價舞台，也以新成員中融合隊伍程度最高受到稱讚，在Final Match舞台前的最後一次模擬賽，與具俊會在小組淘汰候補中獲勝，因不是實力比具俊會強，而是以熱情和隊伍融合度佳取勝，鄭粲右在訪談中表示並沒有感到高興，甚至在宣佈他獲勝時表情是錯愕的；而這樣的個性獲得舊成員Bobby的認同。
2014年11月6日，《MIX & MATCH》全球投票結果，鄭粲右在韓國、中國投票中獲得第四名，在日本獲得第五名，宣佈為第七位確定成員。

### 2015年－：以iKON 出道
2015年9月15日，正式以iKON名義出道。2015年11月2日，所屬组合正式發布首張正規專輯《WELCOME BACK》。
因與同屬iKON成員宋允亨相似的五官，導致成員有時會誤認，戲稱鄭粲右和宋允亨是「雙胞胎怪物」，官方INS分亨兩人合照直接標籤「#TWINMONSTER」。
2018年《iKON TV》節目中，可看見鄭粲右把自己在線上棒球遊戲中的暱稱取為「無敵LG粲右」，常在自己的SNS上聊棒球，更是唯一追蹤LG雙子隊官方SNS帳戶的偶像。鄭粲右獲邀為5月8日KBO聯賽由LG雙子對上樂天巨人隊，擔任開球嘉賓。2018年7月23日開通YOUTUBE個人頻道「찬우살이」；頻道於2019年5月22日訂閱人數突破44萬人，同月24日發佈影片宣佈頻道暫時休息，因為頻道主將暫時投入新專輯錄製而無法保持每週定時更新。

## 影音作品

### 電影
| 年份         | 片名               | 角色   | 性質             |
| 2008年12月   | 《甜蜜的謊言》     | 朴東植 | 男配角(年少時期) |
| 2012年3月    | 《咖啡 (Gabi)》    | 伊里奇 | 男主角(年少時期) |
| 2022年上半年 | 《毛骨悚然的同居》 | 宋志燦 | 男主角           |

### 電視劇
| 年份       | 頻道 | 劇名                             | 角色                   | 備註             |
| 2008年1月  | KBS  | 《大王世宗》                     | 讓寧大君李褆(幼年時期) |                  |
| 2009年1月  | KBS  | 《花樣男子》                     | 具俊表(幼年時期)       | 男主角(年少時期) |
| 2009年2月  | SBS  | 《該隱與亞伯 (電視劇)》          | 李善宇(少年時期)       | 男配角(年少時期) |
| 2009年4月  | KBS  | 《男人的故事》                   | 金信(少年時期)         | 男主角(年少時期) |
| 2009年11月 | KBS  | 《向大地頭球》                   | 車奉君(幼年時期)       | 男主角(年少時期) |
| 2013年10月 | SBS  | 《欲戴王冠，必承其重－繼承者們》 | 金潭(少年時期)         | 男主角(年少時期) |

### 音樂作品
團體共同參與的演出請參照iKON音樂作品列表

### 音樂錄影帶(MV)
| 日期           | 歌曲                                 | 歌手     | 備註           |
| 2006年         | 氣球                                 | 東方神起 | 飾演「小昌珉」 |
| 2015年9月15日  | MY TYPE （页面存档备份，存于）       | iKON     | iKON全體       |
| 2015年10月1日  | AIRPLANE （页面存档备份，存于）      | iKON     | iKON全體       |
| 2015年10月1日  | RHYTHM TA （页面存档备份，存于）     | iKON     | iKON全體       |
| 2015年11月16日 | APOLOGY （页面存档备份，存于）       | iKON     | iKON全體       |
| 2015年11月16日 | ANTHEM （页面存档备份，存于）        | iKON     | iKON全體       |
| 2015年12月24日 | DUMB & DUMBER （页面存档备份，存于） | iKON     | iKON全體       |
| 2015年12月24日 | WHAT'S WRONG? （页面存档备份，存于） | iKON     | iKON全體       |
| 2016年5月29日  | WYD （页面存档备份，存于）           | iKON     | iKON全體       |

### 综藝節目
團演出演  請參閱 
| 日期             | 電視台       | 節目名稱          | 參與成員 |
| 2016年2月12日    | KBS          | 柳熙烈的寫生簿    | 全體     |
| 2016年3月24-31日 | 阿里郎電視台 | Pops in seoul     | 全體     |
| 2018年12月24日   | MBN          | 《從哪個星球來?》 |          |

### 電台節目
請參閱
| 日期          | 電視台   | 節目名稱        | 參與成員 |
| 2015年9月25日 | MBC FM4U | Tablo的夢想電台 | 全體     |

## 代言宣傳

### 廣告代言
團體共同參與的演出請參照iKON相關欄目
| 年份   | 產品                | 參與成員 | 合作藝人 |
| 2015年 | SMART校服           | 全體     | 金智秀   |
| 2015年 | NEPA運動品牌        | 全體     |          |
| 2015年 | 線上遊戲TalesRunner | 全體     |          |
| 2016年 | LG                  | 全體     | 金智秀   |
| 2016年 | 百事可樂            | 全體     |          |

### 宣傳大使
團體共同參與的演出請參照iKON相關欄目
| 委任日期      | 活動名稱                           | 參與成員 | 合作藝人 |
| 2015年3月19日 | 水原 JS 盃足球大會宣傳大使         | 全體     |          |
| 2015年9月     | NEPA户外品牌温暖的世界宣传大使     | 全體     | 南柱赫   |
| 2017年10月    | 「2017韓流博覽會」胡志明站宣傳大使 | 全體     | [ 17 ]   |

### 寫真雜誌CF
| 期數        | 雜誌名稱        | 備註                 |
| ----------- | --------------- | -------------------- |
| 2017年8月刊 | 《Dazed korea》 | [ 18 ] [ 19 ] [ 20 ] |

## 演唱會
團體共同參與的演出請參照iKON相關欄目

## 獎項
團體共同參與的演出請參照iKON相關欄目

## 外部連結
- 鄭粲右的Instagram帳戶
- YouTube上的鄭粲右頻道